# Boronia whitei
Boronia whitei là một loài thực vật có hoa trong họ Cửu lý hương. Loài này được Cheel mô tả khoa học đầu tiên năm 1927 publ. 1928.